# I Can See Clearly Now
I Can See Clearly Now är en reggaepoplåt, komponerad av Johnny Nash, ursprungligen också inspelad av honom 1971. Den spelades in på Jamaica med delar av Bob Marleys kompgrupp The Wailers. Låten utgavs som singel 1972, samt på albumet med samma titel senare samma år. Låten blev listetta i USA i fyra veckor, och kanske den låten sångaren starkast förknippades med.
Låten har funnits med i många filmer så som Thelma & Louise och Cool Runnings, den sist nämnda i en version av Jimmy Cliff. Cliffs version gjorde låten populär på nytt och den nådde listplacering i flera länder 1993.

## Listplaceringar
| Lista (1972)   | Position                              |
| -------------- | ------------------------------------- |
| Australien     | 4 (Go Set)                            |
| Irland         | 9                                     |
| Kanada         | 1 (RPM)                               |
| Nya Zeeland    | 5 (NZ Listner)                        |
| Storbritannien | 5 (UK Singles Chart)                  |
| Sverige        | - (Testad på Tio i topp, ej inröstad) |
| USA            | 1 (Billboard Hot 100)                 |